# Statistiche e record dell'ACF Fiorentina

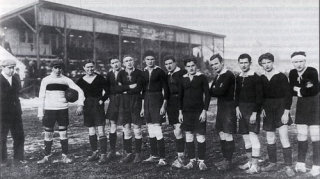
La Fiorentina all'esordio nei campionati, nella stagione 1926-1927.

Sono indicate in questa pagina le statistiche e i record dell'ACF Fiorentina, società calcistica italiana con sede a Firenze fondata il 29 agosto 1926.

## Statistiche e record di squadra

### Bilancio incontri in campionato

#### Serie A
Nei campionati di serie A a girone unico, le squadre affrontate complessivamente per il maggior numero di volte dalla Fiorentina sono l'Inter e la Roma con un totale di 170 partite disputate.
La squadre con cui la Fiorentina ha vinto il maggior numero di partite complessive in serie A è il Bologna, nei cui confronti conta 53 vittorie totali. Il Bologna e il Napoli sono le squadre con cui la Fiorentina ha vinto il maggior numero di partite in trasferta (16), mentre la squadra con cui la squadra viola ha vinto il maggior numero di partite casalinghe (37) è il Bologna.
La squadra con cui la Fiorentina ha pareggiato il maggior numero di partite complessive in serie A è la Roma, con un totale di 60 risultati di parità. Sempre la Roma è la squadra con cui la Fiorentina ha pareggiato il maggior numero di partite in trasferta (28), mentre l'Inter è la squadra con cui i Viola hanno pareggiato il maggior numero di partite casalinghe (35).
La squadra con cui la Fiorentina ha perso il maggior numero di partite complessive in serie A è la Juventus, con cui ha perso un totale di 77 partite. Sempre la Juventus è la squadra con cui la Fiorentina ha perso il maggior numero di partite in trasferta (54), mentre il Milan è la squadra con cui i Viola hanno perso il maggior numero di partite casalinghe (25).
La squadra con cui la Fiorentina ha segnato il maggior numero di reti complessive è l'Inter, nei cui confronti i Viola hanno messo a segno 211 reti totali.
La squadra con cui la Fiorentina ha subito il maggior numero di reti complessive è la Juventus, dalla quale ha subito 263 reti totali.
Complessivamente, per le partite finora disputate la Fiorentina ha un saldo totale positivo con 52 delle 65 squadre finora affrontate, un saldo totale neutro con 6 delle 65 squadre e un saldo totale negativo con 7 delle 65 squadre. Relativamente alle partite casalinghe finora disputate, la Fiorentina ha un saldo positivo con 63 delle 65 squadre finora affrontate, un saldo neutro con il Frosinone e un saldo negativo con la Pistoiese con cui ha perso l'unica partita casalinga finora disputata nella serie maggiore. Relativamente alle partite finora disputate in trasferta, la Fiorentina ha un saldo positivo con 22 delle 65 squadre finora affrontate, un saldo neutro con 10 delle 65 squadre finora affrontate e un saldo negativo con 33 delle 65 squadre finora affrontate.
Nella tabella sottostante sono riportate le statistiche dell'ACF Fiorentina negli incontri di serie A con le altre 65 squadre finora affrontate nei campionati a girone unico.
In grassetto le squadre che disputano la serie A 2019-2020.
Saldo: : positivo; : neutro; : negativo.
Aggiornato al 3 agosto 2020.
| Squadra         | G   | VC | PC | SC | VF | PF | SF | VT | PT | ST | GF  | GS  | Saldo |
| --------------- | --- | -- | -- | -- | -- | -- | -- | -- | -- | -- | --- | --- | ----- |
| Alessandria     | 22  | 7  | 3  | 1  | 2  | 2  | 7  | 9  | 5  | 8  | 35  | 22  | Si    |
| Ancona          | 4   | 2  | 0  | 0  | 1  | 0  | 1  | 3  | 0  | 1  | 14  | 3   |       |
| Ascoli          | 32  | 11 | 4  | 1  | 4  | 4  | 8  | 15 | 8  | 9  | 39  | 26  | Si    |
| Atalanta        | 114 | 35 | 14 | 8  | 14 | 23 | 20 | 49 | 37 | 28 | 167 | 102 | Si    |
| Avellino        | 20  | 10 | 0  | 0  | 3  | 4  | 3  | 13 | 4  | 3  | 28  | 14  | Si    |
| Bari            | 60  | 21 | 8  | 1  | 3  | 11 | 16 | 24 | 19 | 17 | 75  | 54  | Si    |
| Benevento       | 2   | 1  | 0  | 0  | 1  | 0  | 0  | 2  | 0  | 0  | 4   | 0   | Si    |
| Bologna         | 136 | 38 | 17 | 13 | 16 | 27 | 25 | 54 | 44 | 38 | 173 | 137 | Si    |
| Brescia         | 38  | 14 | 3  | 2  | 5  | 10 | 4  | 19 | 13 | 6  | 63  | 38  | Si    |
| Cagliari        | 78  | 26 | 8  | 5  | 6  | 15 | 18 | 32 | 23 | 23 | 102 | 79  | Si    |
| Carpi           | 2   | 1  | 0  | 0  | 1  | 0  | 0  | 2  | 0  | 0  | 3   | 1   | Si    |
| Casale          | 6   | 2  | 1  | 0  | 0  | 1  | 2  | 2  | 2  | 2  | 13  | 9   |       |
| Catania         | 34  | 12 | 5  | 0  | 9  | 3  | 5  | 21 | 8  | 5  | 57  | 18  | Si    |
| Catanzaro       | 14  | 4  | 3  | 0  | 5  | 2  | 0  | 9  | 5  | 0  | 21  | 5   | Si    |
| Cesena          | 26  | 10 | 3  | 0  | 4  | 7  | 2  | 14 | 10 | 2  | 49  | 20  | Si    |
| Chievo          | 30  | 12 | 0  | 3  | 9  | 3  | 3  | 21 | 3  | 6  | 51  | 25  | Si    |
| Como            | 24  | 7  | 2  | 3  | 2  | 4  | 6  | 9  | 6  | 9  | 29  | 23  |       |
| Cremonese       | 10  | 2  | 3  | 0  | 2  | 3  | 0  | 4  | 6  | 0  | 14  | 8   | Si    |
| Crotone         | 4   | 1  | 1  | 0  | 1  | 0  | 1  | 2  | 1  | 1  | 5   | 3   | Si    |
| Empoli          | 22  | 5  | 4  | 2  | 5  | 3  | 3  | 10 | 7  | 5  | 34  | 20  | Si    |
| Foggia          | 20  | 4  | 3  | 3  | 2  | 5  | 3  | 6  | 8  | 6  | 32  | 24  |       |
| Frosinone       | 4   | 1  | 0  | 1  | 0  | 2  | 0  | 1  | 2  | 1  | 5   | 3   | Si    |
| Genoa           | 98  | 30 | 16 | 3  | 14 | 20 | 15 | 44 | 36 | 18 | 161 | 113 | Si    |
| Inter           | 164 | 29 | 35 | 18 | 15 | 19 | 48 | 44 | 54 | 66 | 210 | 250 | No    |
| Juventus        | 162 | 27 | 31 | 23 | 6  | 20 | 55 | 33 | 51 | 77 | 170 | 266 | No    |
| Lazio           | 144 | 33 | 20 | 19 | 14 | 22 | 36 | 47 | 42 | 55 | 184 | 200 | No    |
| Lecce           | 28  | 7  | 3  | 4  | 3  | 6  | 5  | 10 | 9  | 9  | 39  | 26  | Si    |
| Lecco           | 6   | 3  | 0  | 0  | 2  | 0  | 1  | 5  | 0  | 1  | 15  | 3   | Si    |
| Legnano         | 4   | 2  | 0  | 0  | 1  | 0  | 1  | 3  | 0  | 1  | 7   | 2   | Si    |
| Liguria         | 8   | 4  | 0  | 0  | 0  | 3  | 1  | 4  | 3  | 1  | 21  | 9   | Si    |
| Livorno         | 32  | 11 | 3  | 2  | 4  | 5  | 7  | 15 | 8  | 9  | 47  | 43  | Si    |
| Lucchese        | 14  | 5  | 2  | 0  | 2  | 2  | 3  | 7  | 4  | 3  | 18  | 12  | Si    |
| Mantova         | 14  | 4  | 1  | 2  | 3  | 4  | 0  | 7  | 5  | 2  | 18  | 5   | Si    |
| Messina         | 10  | 2  | 2  | 1  | 2  | 3  | 0  | 4  | 5  | 1  | 19  | 8   | Si    |
| Milan           | 160 | 31 | 24 | 25 | 13 | 20 | 47 | 44 | 44 | 72 | 187 | 248 | No    |
| Modena          | 16  | 4  | 2  | 2  | 2  | 3  | 3  | 6  | 5  | 5  | 29  | 22  | Si    |
| Napoli          | 142 | 36 | 18 | 17 | 17 | 21 | 33 | 53 | 39 | 50 | 177 | 151 | Si    |
| Novara          | 24  | 8  | 4  | 0  | 3  | 2  | 7  | 11 | 6  | 7  | 37  | 28  | Si    |
| Padova          | 30  | 13 | 2  | 0  | 5  | 6  | 4  | 18 | 8  | 4  | 60  | 29  | Si    |
| Palermo         | 60  | 21 | 3  | 6  | 13 | 8  | 9  | 34 | 11 | 15 | 85  | 50  | Si    |
| Parma           | 46  | 11 | 6  | 6  | 5  | 10 | 8  | 16 | 16 | 14 | 61  | 54  | Si    |
| Perugia         | 22  | 7  | 2  | 2  | 2  | 5  | 4  | 9  | 7  | 6  | 33  | 26  | Si    |
| Pescara         | 16  | 6  | 1  | 1  | 5  | 2  | 1  | 11 | 3  | 2  | 33  | 15  | Si    |
| Piacenza        | 12  | 3  | 2  | 1  | 1  | 2  | 3  | 4  | 4  | 4  | 13  | 18  |       |
| Pisa            | 14  | 4  | 3  | 0  | 3  | 3  | 1  | 7  | 6  | 1  | 22  | 7   | Si    |
| Pistoiese       | 2   | 0  | 0  | 1  | 1  | 0  | 0  | 1  | 0  | 1  | 2   | 2   |       |
| Pro Patria      | 20  | 9  | 1  | 0  | 3  | 4  | 3  | 12 | 5  | 3  | 37  | 18  | Si    |
| Pro Vercelli    | 8   | 3  | 1  | 0  | 0  | 0  | 4  | 3  | 1  | 4  | 7   | 12  | No    |
| Reggiana        | 4   | 1  | 1  | 0  | 0  | 2  | 0  | 1  | 3  | 0  | 5   | 2   | Si    |
| Reggina         | 14  | 7  | 0  | 0  | 1  | 6  | 0  | 8  | 6  | 0  | 26  | 11  | Si    |
| Roma            | 164 | 34 | 32 | 16 | 15 | 28 | 39 | 49 | 60 | 55 | 200 | 211 | No    |
| Salernitana     | 6   | 3  | 0  | 0  | 0  | 1  | 2  | 3  | 1  | 2  | 10  | 4   | Si    |
| Sampdoria       | 12  | 30 | 22 | 9  | 13 | 23 | 25 | 43 | 45 | 34 | 166 | 141 | Si    |
| Sampierdarenese | 6   | 1  | 2  | 0  | 1  | 1  | 1  | 2  | 3  | 1  | 5   | 4   | Si    |
| Sassuolo        | 14  | 3  | 1  | 3  | 3  | 3  | 1  | 6  | 4  | 4  | 24  | 19  | Si    |
| Siena           | 18  | 7  | 2  | 0  | 3  | 3  | 3  | 10 | 5  | 3  | 29  | 10  | Si    |
| SPAL            | 38  | 11 | 6  | 2  | 7  | 7  | 5  | 18 | 13 | 7  | 52  | 30  | Si    |
| Ternana         | 4   | 2  | 0  | 0  | 2  | 0  | 0  | 4  | 0  | 0  | 6   | 1   | Si    |
| Torino          | 145 | 35 | 29 | 9  | 13 | 20 | 39 | 48 | 49 | 48 | 186 | 182 |       |
| Treviso         | 2   | 1  | 0  | 0  | 1  | 0  | 0  | 2  | 0  | 0  | 4   | 1   | Si    |
| Triestina       | 46  | 19 | 3  | 1  | 4  | 8  | 11 | 23 | 11 | 12 | 73  | 60  | Si    |
| Udinese         | 88  | 30 | 10 | 5  | 12 | 17 | 15 | 41 | 27 | 20 | 149 | 101 | Si    |
| Varese          | 14  | 6  | 1  | 0  | 0  | 7  | 0  | 6  | 8  | 0  | 21  | 9   | Si    |
| Venezia         | 24  | 9  | 1  | 2  | 4  | 1  | 7  | 13 | 2  | 9  | 47  | 35  | Si    |
| Verona          | 58  | 14 | 9  | 6  | 13 | 8  | 8  | 27 | 17 | 14 | 87  | 64  | Si    |
| Vicenza         | 60  | 15 | 8  | 7  | 10 | 7  | 13 | 25 | 15 | 20 | 76  | 66  | Si    |

Le statistiche indicate per le partite disputate con l'Inter includono anche quelle giocate con l'Ambrosiana tra il 29 novembre 1931 e il 20 dicembre 1942.

#### Divisione Nazionale
La Fiorentina ha disputato due campionati di Divisione Nazionale che rappresentava la massima serie del calcio italiano in assenza della serie A a girone unico: quello del 1928-1929 in cui ha militato nel girone B e quello del 1945-1946 in cui ha militato nella categoria mista del Centro-Sud.
Nella tabella sottostante sono riportate le statistiche di tutte le squadre affrontate dalla Fiorentina nei due campionati disputati in Divisione Nazionale.
Saldo: : positivo; : neutro; : negativo.
| Squadra      | G | VC | PC | SC | VF | PF | SF | VT | PT | ST | GF | GS | Saldo |
| ------------ | - | -- | -- | -- | -- | -- | -- | -- | -- | -- | -- | -- | ----- |
| Ancona       | 2 | 1  | 0  | 0  | 1  | 0  | 0  | 2  | 0  | 0  | 6  | 0  | Si    |
| Bari         | 2 | 1  | 0  | 0  | 0  | 0  | 1  | 1  | 0  | 1  | 2  | 8  |       |
| Biellese     | 2 | 1  | 0  | 0  | 0  | 0  | 1  | 1  | 0  | 1  | 3  | 3  |       |
| Bologna      | 2 | 0  | 0  | 1  | 0  | 0  | 1  | 0  | 0  | 2  | 2  | 6  | No    |
| Brescia      | 2 | 0  | 0  | 1  | 0  | 0  | 1  | 0  | 0  | 2  | 2  | 8  | No    |
| Cremonese    | 2 | 1  | 0  | 0  | 0  | 0  | 1  | 1  | 0  | 1  | 2  | 7  |       |
| Fiumana      | 2 | 1  | 0  | 0  | 0  | 0  | 1  | 1  | 0  | 1  | 5  | 4  |       |
| Genoa        | 2 | 0  | 0  | 1  | 0  | 0  | 1  | 0  | 0  | 2  | 1  | 9  | No    |
| Inter        | 2 | 0  | 0  | 1  | 0  | 0  | 1  | 0  | 0  | 2  | 0  | 6  | No    |
| Juventus     | 2 | 0  | 0  | 1  | 0  | 0  | 1  | 0  | 0  | 2  | 0  | 15 | No    |
| Lazio        | 4 | 1  | 0  | 1  | 0  | 0  | 2  | 1  | 0  | 3  | 5  | 13 | No    |
| Livorno      | 2 | 1  | 0  | 0  | 0  | 1  | 0  | 1  | 1  | 0  | 3  | 2  | Si    |
| Napoli       | 4 | 0  | 1  | 1  | 0  | 0  | 2  | 0  | 1  | 3  | 3  | 10 | No    |
| Palermo      | 2 | 1  | 0  | 0  | 0  | 1  | 0  | 1  | 1  | 0  | 2  | 0  | Si    |
| Pescara      | 2 | 1  | 0  | 0  | 0  | 0  | 1  | 1  | 0  | 1  | 3  | 4  |       |
| Pistoiese    | 2 | 0  | 0  | 1  | 0  | 0  | 1  | 0  | 0  | 2  | 0  | 3  | No    |
| Pro Vercelli | 2 | 0  | 0  | 1  | 0  | 0  | 1  | 0  | 0  | 2  | 0  | 6  | No    |
| Reggiana     | 2 | 1  | 0  | 0  | 1  | 0  | 0  | 2  | 0  | 0  | 5  | 3  | Si    |
| Roma         | 2 | 1  | 0  | 0  | 0  | 0  | 1  | 1  | 0  | 1  | 2  | 1  |       |
| Salernitana  | 2 | 1  | 0  | 0  | 0  | 0  | 1  | 1  | 0  | 1  | 4  | 1  |       |
| Siena        | 2 | 1  | 0  | 0  | 0  | 1  | 0  | 1  | 1  | 0  | 6  | 1  | Si    |
| Venezia      | 2 | 0  | 0  | 1  | 0  | 0  | 1  | 0  | 0  | 2  | 1  | 5  | No    |
| Verona       | 2 | 0  | 1  | 0  | 0  | 0  | 1  | 0  | 1  | 1  | 1  | 5  | No    |

Nella stagione 1928-1929 l'Inter portava la denominazione di Ambrosiana, mentre nel 1945-1946 Ancona e Livorno erano rispettivamente denominate Anconitana e Pro Livorno.

#### Campionato toscano di guerra
- 1944-1945: 1° ed unico titolo

|        | Empoli - Stadio Comunale, 23 luglio 1945 |            |
| ------ | ---------------------------------------- | ---------- |
| Empoli | 2 - 3                                    | Fiorentina |

|            | Firenze - Stadio Comunale, 29 luglio 1945 |        |
| ---------- | ----------------------------------------- | ------ |
| Fiorentina | 1 - 0                                     | Empoli |

#### Serie B
La Fiorentina ha disputato 5 campionati di serie B: nel 1929-1930, 1930-1931, 1938-1939, 1993-1994 e 2003-2004, vincendone tre edizioni con conseguente promozione in serie A; un'altra promozione nella massima serie è stata ottenuta nel 2004 dopo uno spareggio interdivisionale giocato contro il Perugia, dopo che i Viola avevano chiuso al sesto posto quell'edizione del campionato cadetto.
Saldo: : positivo; : neutro; : negativo.
| Squadra          | G  | VC | PC | SC | VF | PF | SF | VT | PT | ST | GF | GS | Saldo |
| ---------------- | -- | -- | -- | -- | -- | -- | -- | -- | -- | -- | -- | -- | ----- |
| Acireale         | 2  | 1  | 0  | 0  | 0  | 1  | 0  | 1  | 1  | 0  | 1  | 0  | Si    |
| AlbinoLeffe      | 2  | 1  | 0  | 0  | 0  | 0  | 1  | 1  | 0  | 1  | 2  | 2  |       |
| Alessandria      | 2  | 1  | 0  | 0  | 0  | 1  | 0  | 1  | 1  | 0  | 6  | 3  | Si    |
| Ancona           | 4  | 2  | 0  | 0  | 0  | 2  | 0  | 2  | 2  | 0  | 6  | 1  | Si    |
| Ascoli           | 4  | 1  | 1  | 0  | 0  | 0  | 2  | 1  | 1  | 2  | 5  | 6  | No    |
| Atalanta         | 8  | 2  | 1  | 1  | 1  | 3  | 0  | 3  | 4  | 1  | 8  | 6  | Si    |
| Avellino         | 2  | 1  | 0  | 0  | 1  | 0  | 0  | 2  | 0  | 0  | 4  | 1  | Si    |
| Bari             | 8  | 3  | 1  | 0  | 1  | 2  | 1  | 4  | 3  | 1  | 14 | 5  | Si    |
| Biellese         | 2  | 1  | 0  | 0  | 0  | 1  | 0  | 1  | 1  | 0  | 4  | 1  | Si    |
| Brescia          | 2  | 1  | 0  | 0  | 0  | 0  | 1  | 1  | 0  | 1  | 3  | 4  |       |
| Cagliari         | 2  | 1  | 0  | 0  | 0  | 0  | 1  | 1  | 0  | 1  | 3  | 4  |       |
| Casale           | 4  | 1  | 1  | 0  | 1  | 0  | 1  | 2  | 1  | 1  | 5  | 3  | Si    |
| Catania          | 2  | 1  | 0  | 0  | 0  | 1  | 0  | 1  | 1  | 0  | 4  | 3  | Si    |
| Cesena           | 2  | 0  | 0  | 1  | 0  | 0  | 1  | 0  | 0  | 2  | 2  | 4  | No    |
| Como             | 2  | 1  | 0  | 0  | 1  | 0  | 0  | 2  | 0  | 0  | 3  | 0  | Si    |
| Cosenza          | 2  | 1  | 0  | 0  | 0  | 1  | 0  | 1  | 1  | 0  | 4  | 1  | Si    |
| Cremonese        | 2  | 1  | 0  | 0  | 0  | 1  | 0  | 1  | 1  | 0  | 3  | 1  | Si    |
| Derthona         | 2  | 1  | 0  | 0  | 0  | 1  | 0  | 1  | 1  | 0  | 3  | 1  | Si    |
| Fanfulla         | 2  | 1  | 0  | 0  | 0  | 1  | 0  | 1  | 1  | 0  | 4  | 0  | Si    |
| Fidelis Andria   | 2  | 1  | 0  | 0  | 0  | 1  | 0  | 1  | 1  | 0  | 3  | 1  | Si    |
| Fiumana          | 2  | 1  | 0  | 0  | 1  | 0  | 0  | 2  | 0  | 0  | 7  | 1  | Si    |
| Genoa            | 2  | 0  | 1  | 0  | 0  | 0  | 1  | 0  | 1  | 1  | 3  | 4  | No    |
| La Dominante     | 2  | 1  | 0  | 0  | 0  | 0  | 1  | 1  | 0  | 1  | 7  | 4  |       |
| Lecce            | 4  | 1  | 1  | 0  | 0  | 0  | 2  | 1  | 1  | 2  | 3  | 5  | No    |
| Legnano          | 2  | 0  | 1  | 0  | 0  | 0  | 1  | 0  | 1  | 1  | 2  | 3  | No    |
| Liguria          | 2  | 1  | 0  | 0  | 0  | 1  | 0  | 1  | 1  | 0  | 2  | 1  | Si    |
| Livorno          | 2  | 0  | 1  | 0  | 0  | 0  | 1  | 0  | 1  | 1  | 1  | 3  | No    |
| Lucchese         | 4  | 0  | 2  | 0  | 1  | 1  | 0  | 1  | 3  | 0  | 6  | 3  | Si    |
| Messina          | 2  | 1  | 0  | 0  | 0  | 0  | 1  | 1  | 0  | 1  | 2  | 3  |       |
| Modena           | 2  | 0  | 1  | 0  | 1  | 0  | 0  | 1  | 1  | 0  | 1  | 0  | Si    |
| Monfalconese CNT | 4  | 2  | 0  | 0  | 1  | 0  | 1  | 3  | 0  | 1  | 11 | 5  | Si    |
| Monza            | 2  | 1  | 0  | 0  | 0  | 1  | 0  | 1  | 1  | 0  | 3  | 0  | Si    |
| Napoli           | 2  | 1  | 0  | 0  | 0  | 1  | 0  | 1  | 1  | 0  | 4  | 3  | Si    |
| Novara           | 4  | 1  | 0  | 1  | 0  | 0  | 2  | 1  | 0  | 3  | 6  | 6  | No    |
| Padova           | 6  | 3  | 0  | 0  | 2  | 1  | 0  | 5  | 1  | 0  | 11 | 3  | Si    |
| Palermo          | 8  | 4  | 0  | 0  | 1  | 0  | 3  | 5  | 0  | 3  | 18 | 9  | Si    |
| Parma            | 4  | 1  | 0  | 1  | 1  | 1  | 0  | 2  | 1  | 1  | 10 | 4  | Si    |
| Pescara          | 4  | 0  | 2  | 0  | 0  | 1  | 1  | 0  | 3  | 1  | 1  | 2  | No    |
| Piacenza         | 2  | 1  | 0  | 0  | 0  | 0  | 1  | 1  | 0  | 1  | 2  | 3  |       |
| Pisa             | 4  | 2  | 0  | 0  | 1  | 1  | 0  | 3  | 1  | 0  | 7  | 1  | Si    |
| Pistoiese        | 4  | 1  | 1  | 0  | 0  | 1  | 1  | 1  | 2  | 1  | 3  | 3  |       |
| Prato            | 2  | 0  | 1  | 0  | 1  | 0  | 0  | 1  | 1  | 0  | 2  | 1  | Si    |
| Pro Vercelli     | 2  | 1  | 0  | 0  | 0  | 1  | 0  | 1  | 1  | 0  | 4  | 2  | Si    |
| Ravenna          | 2  | 1  | 0  | 0  | 0  | 1  | 0  | 1  | 1  | 0  | 2  | 0  | Si    |
| Reggiana         | 2  | 0  | 1  | 0  | 1  | 0  | 0  | 1  | 1  | 0  | 3  | 2  | Si    |
| Salernitana      | 4  | 2  | 0  | 0  | 0  | 1  | 1  | 2  | 1  | 1  | 4  | 2  | Si    |
| Sanremese        | 2  | 0  | 1  | 0  | 0  | 1  | 0  | 0  | 2  | 0  | 1  | 1  |       |
| Siena            | 2  | 1  | 0  | 0  | 0  | 0  | 1  | 1  | 0  | 1  | 4  | 3  |       |
| SPAL             | 2  | 1  | 0  | 0  | 0  | 1  | 0  | 1  | 1  | 0  | 3  | 2  | Si    |
| Spezia           | 6  | 2  | 1  | 0  | 1  | 2  | 0  | 3  | 3  | 0  | 12 | 4  | Si    |
| Ternana          | 2  | 1  | 0  | 0  | 0  | 0  | 1  | 1  | 0  | 1  | 3  | 3  |       |
| Torino           | 2  | 1  | 0  | 0  | 0  | 1  | 0  | 1  | 1  | 0  | 2  | 1  | Si    |
| Treviso          | 2  | 1  | 0  | 0  | 0  | 1  | 0  | 1  | 1  | 0  | 2  | 0  | Si    |
| Triestina        | 2  | 0  | 1  | 0  | 0  | 0  | 1  | 0  | 1  | 1  | 2  | 3  | No    |
| Udinese          | 2  | 1  | 0  | 0  | 1  | 0  | 0  | 2  | 0  | 0  | 5  | 3  | Si    |
| Venezia          | 10 | 3  | 2  | 0  | 2  | 2  | 1  | 5  | 4  | 1  | 23 | 13 | Si    |
| Verona           | 10 | 5  | 0  | 0  | 1  | 1  | 3  | 6  | 1  | 3  | 13 | 5  | Si    |
| Vicenza          | 4  | 0  | 2  | 0  | 0  | 2  | 0  | 0  | 4  | 0  | 3  | 3  |       |
| Vigevano         | 2  | 0  | 1  | 0  | 0  | 0  | 1  | 0  | 1  | 1  | 1  | 2  | No    |

#### Prima Divisione
La Fiorentina ha disputato due campionati cadetti di Prima Divisione, prima dell'istituzione della serie B a girone unico.
Nella tabella sottostante sono riportate le statistiche di tutte le squadre affrontate dalla Fiorentina nei due campionati disputati in Prima Divisione: nel girone C nel 1926-1927 e nel girone D nel 1927-1928.
Saldo: : positivo; : neutro; : negativo.
| Squadra   | G | VC | PC | SC | VF | PF | SF | VT | PT | ST | GF | GS | Saldo |
| --------- | - | -- | -- | -- | -- | -- | -- | -- | -- | -- | -- | -- | ----- |
| Ancona    | 2 | 1  | 0  | 0  | 0  | 0  | 1  | 1  | 0  | 1  | 2  | 2  |       |
| Bari      | 2 | 1  | 0  | 0  | 0  | 0  | 1  | 1  | 0  | 1  | 4  | 5  |       |
| Carpi     | 2 | 1  | 0  | 0  | 0  | 0  | 1  | 1  | 0  | 1  | 3  | 3  |       |
| Foggia    | 2 | 1  | 0  | 0  | 0  | 0  | 1  | 1  | 0  | 1  | 3  | 1  |       |
| Ideale    | 2 | 1  | 0  | 0  | 0  | 1  | 0  | 1  | 1  | 0  | 3  | 1  | Si    |
| Lucchese  | 2 | 1  | 0  | 0  | 0  | 0  | 1  | 1  | 0  | 1  | 3  | 2  |       |
| Parma     | 2 | 0  | 1  | 0  | 0  | 0  | 1  | 0  | 1  | 1  | 1  | 6  | No    |
| Pisa      | 2 | 1  | 0  | 0  | 0  | 0  | 1  | 1  | 0  | 1  | 3  | 2  |       |
| Pistoiese | 2 | 1  | 0  | 0  | 0  | 0  | 1  | 1  | 0  | 1  | 3  | 4  |       |
| Prato     | 2 | 1  | 0  | 0  | 0  | 1  | 0  | 1  | 1  | 0  | 3  | 1  | Si    |
| Reggiana  | 2 | 0  | 0  | 1  | 1  | 0  | 0  | 1  | 0  | 1  | 4  | 4  |       |
| Savoia    | 2 | 1  | 0  | 0  | 1  | 0  | 0  | 2  | 0  | 0  | 9  | 2  | Si    |
| SPAL      | 2 | 0  | 1  | 0  | 0  | 0  | 1  | 0  | 1  | 1  | 3  | 5  | No    |
| Taranto   | 2 | 0  | 1  | 0  | 0  | 1  | 0  | 0  | 2  | 0  | 1  | 1  |       |
| Ternana   | 2 | 0  | 1  | 0  | 1  | 0  | 0  | 1  | 1  | 0  | 4  | 3  | Si    |
| Tivoli    | 2 | 1  | 0  | 0  | 1  | 0  | 0  | 2  | 0  | 0  | 11 | 0  | Si    |

#### Serie C2
La Fiorentina ha disputato anche un campionato di serie C2 nel 2002-2003, dove militò nel girone B con la denominazione di Florentia Viola concludendo al primo posto quel campionato e venendo promossa sul campo per il successivo campionato di serie C1, a cui seguì poi una promozione diretta per meriti sportivi al campionato di serie B 2003-2004 dove si iscrisse col nuovo nome di ACF Fiorentina.
Nella tabella sottostante sono riportate le statistiche di tutte le squadre affrontate dalla Fiorentina nell'unico campionato disputato in serie C2 nel 2002-2003.

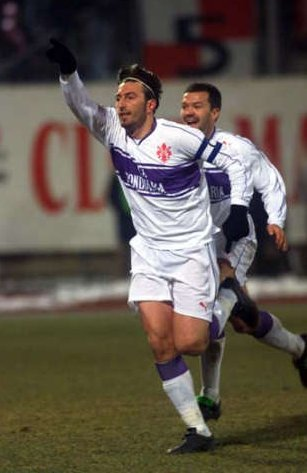
Christian Riganò, miglior marcatore della Serie C2 2002-2003 con 30 gol.

Saldo: : positivo; : neutro; : negativo.
| Squadra          | G | VC | PC | SC | VF | PF | SF | VT | PT | ST | GF | GS | Saldo |
| ---------------- | - | -- | -- | -- | -- | -- | -- | -- | -- | -- | -- | -- | ----- |
| Aglianese        | 2 | 1  | 0  | 0  | 0  | 1  | 0  | 1  | 1  | 0  | 6  | 1  | Si    |
| Brescello        | 2 | 1  | 0  | 0  | 1  | 0  | 0  | 2  | 0  | 0  | 6  | 2  | Si    |
| Castel di Sangro | 2 | 1  | 0  | 0  | 1  | 0  | 0  | 2  | 0  | 0  | 7  | 1  | Si    |
| Castelnuovo      | 2 | 0  | 1  | 0  | 0  | 1  | 0  | 0  | 2  | 0  | 1  | 1  |       |
| Fano             | 2 | 1  | 0  | 0  | 0  | 1  | 0  | 1  | 1  | 0  | 3  | 1  | Si    |
| Forlì            | 2 | 0  | 1  | 0  | 1  | 0  | 0  | 1  | 1  | 0  | 2  | 0  | Si    |
| Grosseto         | 2 | 1  | 0  | 0  | 0  | 0  | 1  | 1  | 0  | 1  | 2  | 3  |       |
| Gualdo           | 2 | 0  | 0  | 1  | 1  | 0  | 0  | 1  | 0  | 1  | 4  | 4  |       |
| Gubbio           | 2 | 1  | 0  | 0  | 0  | 1  | 0  | 1  | 1  | 0  | 2  | 0  | Si    |
| Imolese          | 2 | 0  | 1  | 0  | 1  | 0  | 0  | 1  | 1  | 0  | 2  | 1  | Si    |
| Montevarchi      | 2 | 0  | 0  | 1  | 1  | 0  | 0  | 1  | 0  | 1  | 2  | 1  |       |
| Poggibonsi       | 2 | 0  | 1  | 0  | 1  | 0  | 0  | 1  | 1  | 0  | 4  | 2  | Si    |
| Rimini           | 2 | 0  | 0  | 1  | 1  | 0  | 0  | 1  | 0  | 1  | 3  | 2  |       |
| San Marino       | 2 | 1  | 0  | 0  | 1  | 0  | 0  | 2  | 0  | 0  | 4  | 0  | Si    |
| Sangiovannese    | 2 | 1  | 0  | 0  | 0  | 1  | 0  | 1  | 1  | 0  | 3  | 1  | Si    |
| Sassuolo         | 2 | 0  | 1  | 0  | 1  | 0  | 0  | 1  | 1  | 0  | 1  | 0  | Si    |
| Savona           | 2 | 1  | 0  | 0  | 1  | 0  | 0  | 2  | 0  | 0  | 4  | 0  | Si    |

### Bilancio incontri in Coppa Italia

Premiazione della Fiorentina vincitrice della Coppa Italia 1939-1940, il primo trofeo della sua storia.

Ad eccezione delle edizioni 2002-2003 e 2003-2004, la Fiorentina ha partecipato a tutte le altre edizioni della Coppa Italia dal 1935-1936 in poi.
La squadra con cui la Fiorentina ha disputato il maggior numero di partite in Coppa Italia è la Roma con un totale di 19 partite. Sempre la Roma è la squadra che la Fiorentina ha affrontato più volte in turni ad eliminazione diretta (12 volte).
Le squadre maggiormente affrontate dalla Fiorentina in finale sono Lazio e Parma, rispettivamente due volte ciascuna. Contro entrambe le squadre il bilancio è in perfetta parità con una finale vinta e una finale persa: mentre con la Lazio entrambe le volte è stata disputata la finale unica, con il Parma entrambe le volte è stata disputata la finale con doppio confronto andata e ritorno.
La squadra con cui la Fiorentina in Coppa Italia ha vinto il maggior numero di partite (8) è la Roma, mentre la squadra con cui la Fiorentina ha superato il maggior numero di turni ad eliminazione diretta (5) è il Milan.
La squadra con cui la Fiorentina in Coppa Italia ha pareggiato il maggior numero di partite è il Napoli, con cui sono terminati in parità 8 incontri.
La squadra con cui la Fiorentina in Coppa Italia ha perso il maggior numero di partite è la Roma, con cui ha subito 7 sconfitte. Sempre la Roma è la squadra con cui la Fiorentina ha subito il maggior numero di eliminazioni in turni ad eliminazione diretta (8 volte).
Le squadre con cui la Fiorentina in Coppa Italia ha segnato il maggior numero di reti (32) è la Roma, così come quella con cui la Fiorentina in Coppa Italia ha subito il maggior numero di reti (28).
Aggiornato al 15 dicembre 2021.
| Squadra          | G  | VC | PC | SC | VF | PF | SF | VN | PN | SN | VT | PT | ST | OK | KO | GF | GS |
| ---------------- | -- | -- | -- | -- | -- | -- | -- | -- | -- | -- | -- | -- | -- | -- | -- | -- | -- |
| Alessandria      | 1  | 0  | 0  | 0  | 1  | 0  | 0  | 0  | 0  | 0  | 1  | 0  | 0  | 0  | 0  | 1  | 0  |
| Ancona           | 1  | 0  | 0  | 0  | 1  | 0  | 0  | 0  | 0  | 0  | 1  | 0  | 0  | 0  | 0  | 1  | 0  |
| Arezzo           | 4  | 1  | 1  | 0  | 2  | 0  | 0  | 0  | 0  | 0  | 3  | 1  | 0  | 0  | 0  | 6  | 1  |
| Ascoli           | 4  | 1  | 0  | 0  | 1  | 1  | 1  | 0  | 0  | 0  | 2  | 1  | 1  | 2  | 0  | 7  | 5  |
| Atalanta         | 9  | 5  | 0  | 1  | 1  | 1  | 1  | 0  | 0  | 0  | 6  | 1  | 2  | 5  | 1  | 18 | 11 |
| Avellino         | 2  | 1  | 0  | 0  | 0  | 0  | 1  | 0  | 0  | 0  | 1  | 0  | 1  | 0  | 0  | 2  | 3  |
| Bari             | 9  | 2  | 1  | 1  | 3  | 1  | 1  | 0  | 0  | 0  | 5  | 2  | 2  | 1  | 1  | 23 | 9  |
| Benevento        | 1  | 1  | 0  | 0  | 0  | 0  | 0  | 0  | 0  | 0  | 0  | 0  | 0  | 1  | 0  | 2  | 1  |
| Bologna          | 10 | 1  | 3  | 0  | 2  | 1  | 3  | 0  | 0  | 0  | 3  | 4  | 3  | 2  | 2  | 18 | 16 |
| Brescia          | 5  | 1  | 1  | 0  | 1  | 1  | 1  | 0  | 0  | 0  | 2  | 2  | 1  | 2  | 0  | 11 | 6  |
| Campobasso       | 1  | 0  | 0  | 0  | 0  | 0  | 1  | 0  | 0  | 0  | 0  | 0  | 1  | 0  | 0  | 0  | 1  |
| Cagliari         | 2  | 0  | 0  | 1  | 1  | 0  | 0  | 0  | 0  | 0  | 1  | 0  | 1  | 1  | 0  | 1  | 1  |
| Carbosarda       | 2  | 1  | 0  | 0  | 1  | 0  | 0  | 0  | 0  | 0  | 2  | 0  | 0  | 0  | 0  | 8  | 2  |
| Carpi            | 1  | 0  | 0  | 1  | 0  | 0  | 0  | 0  | 0  | 0  | 0  | 0  | 1  | 0  | 1  | 0  | 1  |
| Casertana        | 4  | 1  | 1  | 0  | 0  | 1  | 1  | 0  | 0  | 0  | 1  | 2  | 1  | 0  | 0  | 5  | 3  |
| Castel di Sangro | 2  | 1  | 0  | 0  | 1  | 0  | 0  | 0  | 0  | 0  | 2  | 0  | 0  | 1  | 0  | 4  | 1  |
| Catania          | 2  | 1  | 0  | 0  | 0  | 0  | 1  | 0  | 0  | 0  | 1  | 0  | 1  | 1  | 1  | 2  | 3  |
| Catanzaro        | 1  | 0  | 0  | 0  | 0  | 0  | 0  | 1  | 0  | 0  | 1  | 0  | 0  | 1  | 0  | 2  | 1  |
| Cavese           | 1  | 0  | 1  | 0  | 0  | 0  | 0  | 0  | 0  | 0  | 0  | 1  | 0  | 0  | 0  | 0  | 0  |
| Cesena           | 7  | 3  | 0  | 0  | 2  | 2  | 0  | 0  | 0  | 0  | 5  | 2  | 0  | 3  | 0  | 13 | 5  |
| Chievo           | 3  | 3  | 0  | 0  | 0  | 0  | 0  | 0  | 0  | 0  | 3  | 0  | 0  | 3  | 0  | 6  | 2  |
| Cittadella       | 2  | 2  | 0  | 0  | 0  | 0  | 0  | 0  | 0  | 0  | 2  | 0  | 0  | 2  | 0  | 4  | 1  |
| Como             | 8  | 4  | 1  | 1  | 0  | 1  | 1  | 0  | 0  | 0  | 4  | 2  | 2  | 2  | 1  | 11 | 7  |
| Cosenza          | 2  | 1  | 0  | 0  | 1  | 0  | 0  | 0  | 0  | 0  | 2  | 0  | 0  | 2  | 0  | 7  | 1  |
| Empoli           | 6  | 5  | 0  | 0  | 0  | 0  | 1  | 0  | 0  | 0  | 5  | 0  | 1  | 4  | 0  | 12 | 5  |
| Foggia           | 5  | 3  | 1  | 0  | 1  | 0  | 0  | 0  | 0  | 0  | 4  | 1  | 0  | 0  | 0  | 12 | 1  |
| Genoa            | 8  | 2  | 0  | 1  | 1  | 1  | 3  | 0  | 0  | 0  | 3  | 1  | 4  | 3  | 3  | 9  | 9  |
| Giarre           | 1  | 1  | 0  | 0  | 0  | 0  | 0  | 0  | 0  | 0  | 1  | 0  | 0  | 1  | 0  | 3  | 0  |
| Inter            | 11 | 3  | 2  | 1  | 2  | 1  | 2  | 0  | 0  | 0  | 5  | 3  | 3  | 3  | 2  | 16 | 13 |
| Juve Stabia      | 1  | 0  | 0  | 0  | 0  | 0  | 0  | 0  | 0  | 0  | 1  | 0  | 0  | 1  | 0  | 2  | 0  |
| Juventus         | 14 | 4  | 3  | 1  | 2  | 1  | 2  | 0  | 0  | 1  | 6  | 4  | 4  | 4  | 5  | 25 | 23 |
| Lazio            | 11 | 3  | 1  | 1  | 1  | 0  | 5  | 0  | 0  | 0  | 4  | 1  | 6  | 4  | 3  | 15 | 12 |
| Lecce            | 4  | 1  | 0  | 0  | 2  | 1  | 0  | 0  | 0  | 0  | 3  | 1  | 0  | 2  | 0  | 11 | 1  |
| Licata           | 1  | 0  | 0  | 0  | 1  | 0  | 0  | 0  | 0  | 0  | 1  | 0  | 0  | 1  | 0  | 3  | 1  |
| Liguria          | 2  | 1  | 0  | 0  | 0  | 1  | 0  | 0  | 0  | 0  | 1  | 1  | 0  | 1  | 1  | 2  | 1  |
| Livorno          | 4  | 1  | 0  | 0  | 1  | 1  | 1  | 0  | 0  | 0  | 2  | 1  | 1  | 0  | 1  | 6  | 3  |
| Lodigiani        | 1  | 1  | 0  | 0  | 0  | 0  | 0  | 0  | 0  | 0  | 1  | 0  | 0  | 1  | 0  | 4  | 0  |
| Mantova          | 1  | 0  | 0  | 0  | 0  | 0  | 1  | 0  | 0  | 0  | 0  | 0  | 1  | 0  | 1  | 1  | 4  |
| Messina          | 1  | 0  | 0  | 0  | 1  | 0  | 0  | 0  | 0  | 0  | 1  | 0  | 0  | 1  | 0  | 2  | 0  |
| Milan            | 12 | 3  | 1  | 1  | 1  | 3  | 2  | 1  | 0  | 0  | 5  | 4  | 3  | 5  | 1  | 22 | 16 |
| Modena           | 2  | 1  | 0  | 0  | 1  | 0  | 0  | 0  | 0  | 0  | 2  | 0  | 0  | 0  | 0  | 4  | 0  |
| Monza            | 6  | 3  | 0  | 1  | 1  | 0  | 1  | 0  | 0  | 0  | 4  | 0  | 2  | 1  | 0  | 14 | 9  |
| Napoli           | 17 | 2  | 3  | 1  | 1  | 4  | 4  | 0  | 1  | 1  | 3  | 8  | 6  | 0  | 4  | 18 | 21 |
| Nocerina         | 2  | 0  | 0  | 0  | 1  | 1  | 0  | 0  | 0  | 0  | 1  | 1  | 0  | 0  | 0  | 5  | 0  |
| Novara           | 1  | 1  | 0  | 0  | 0  | 0  | 0  | 0  | 0  | 0  | 1  | 0  | 0  | 1  | 0  | 2  | 0  |
| Padova           | 4  | 2  | 0  | 0  | 2  | 0  | 0  | 0  | 0  | 0  | 4  | 0  | 0  | 2  | 0  | 6  | 1  |
| Palermo          | 8  | 3  | 0  | 0  | 2  | 1  | 1  | 1  | 0  | 0  | 6  | 1  | 1  | 3  | 0  | 15 | 6  |
| Parma            | 15 | 3  | 3  | 1  | 3  | 2  | 3  | 0  | 0  | 0  | 6  | 5  | 4  | 4  | 4  | 18 | 12 |
| Perugia          | 7  | 4  | 0  | 0  | 2  | 0  | 1  | 0  | 0  | 0  | 6  | 0  | 1  | 2  | 0  | 15 | 2  |
| Pescara          | 6  | 1  | 0  | 0  | 3  | 2  | 0  | 0  | 0  | 0  | 4  | 2  | 0  | 1  | 0  | 9  | 2  |
| Piacenza         | 1  | 0  | 0  | 0  | 0  | 1  | 0  | 0  | 0  | 0  | 0  | 1  | 0  | 0  | 0  | 0  | 0  |
| Pisa             | 3  | 1  | 0  | 0  | 0  | 0  | 1  | 1  | 0  | 0  | 2  | 0  | 1  | 0  | 0  | 5  | 4  |
| Pistoiese        | 1  | 0  | 1  | 0  | 0  | 0  | 0  | 0  | 0  | 0  | 0  | 1  | 0  | 0  | 0  | 0  | 0  |
| Prato            | 5  | 3  | 0  | 0  | 1  | 1  | 0  | 0  | 0  | 0  | 4  | 1  | 0  | 2  | 0  | 12 | 3  |
| Reggiana         | 2  | 1  | 0  | 0  | 0  | 1  | 0  | 0  | 0  | 0  | 1  | 1  | 0  | 1  | 0  | 3  | 0  |
| Reggina          | 1  | 1  | 0  | 0  | 0  | 0  | 0  | 0  | 0  | 0  | 1  | 0  | 0  | 1  | 0  | 3  | 0  |
| Rimini           | 3  | 0  | 0  | 0  | 3  | 0  | 0  | 0  | 0  | 0  | 3  | 0  | 0  | 1  | 0  | 5  | 2  |
| Roma             | 19 | 5  | 1  | 2  | 3  | 3  | 5  | 0  | 0  | 0  | 8  | 4  | 7  | 4  | 8  | 32 | 28 |
| Salernitana      | 2  | 1  | 0  | 0  | 1  | 0  | 0  | 0  | 0  | 0  | 2  | 0  | 0  | 1  | 0  | 8  | 1  |
| Sampdoria        | 11 | 5  | 2  | 0  | 0  | 2  | 2  | 0  | 0  | 0  | 5  | 4  | 2  | 3  | 2  | 20 | 18 |
| Sestrese         | 2  | 2  | 0  | 0  | 0  | 0  | 0  | 0  | 0  | 0  | 2  | 0  | 0  | 2  | 0  | 15 | 1  |
| Siena            | 3  | 2  | 0  | 0  | 1  | 0  | 0  | 0  | 0  | 0  | 3  | 0  | 0  | 1  | 0  | 7  | 2  |
| SPAL             | 1  | 0  | 0  | 0  | 0  | 0  | 1  | 0  | 0  | 0  | 0  | 0  | 1  | 0  | 1  | 0  | 3  |
| Taranto          | 2  | 0  | 0  | 0  | 1  | 1  | 0  | 0  | 0  | 0  | 1  | 1  | 0  | 0  | 0  | 2  | 1  |
| Ternana          | 2  | 0  | 1  | 0  | 0  | 1  | 0  | 0  | 0  | 0  | 0  | 2  | 0  | 0  | 0  | 1  | 1  |
| Torino           | 12 | 4  | 1  | 1  | 1  | 3  | 2  | 0  | 0  | 0  | 5  | 4  | 3  | 2  | 3  | 18 | 10 |
| Udinese          | 9  | 5  | 0  | 0  | 1  | 1  | 2  | 0  | 0  | 0  | 6  | 1  | 2  | 4  | 0  | 16 | 6  |
| Varese           | 5  | 2  | 1  | 0  | 0  | 1  | 0  | 0  | 0  | 1  | 2  | 2  | 1  | 0  | 1  | 5  | 2  |
| Venezia          | 6  | 1  | 1  | 1  | 1  | 2  | 0  | 0  | 0  | 0  | 2  | 3  | 1  | 1  | 2  | 4  | 3  |
| Verona           | 4  | 3  | 0  | 0  | 0  | 1  | 0  | 0  | 0  | 0  | 3  | 1  | 0  | 1  | 0  | 9  | 1  |
| Virescit Bergamo | 1  | 1  | 0  | 0  | 0  | 0  | 0  | 0  | 0  | 0  | 1  | 0  | 0  | 0  | 0  | 3  | 0  |

Ai fini statistici vengono considerate col risultato di parità le partite in cui la qualificazione al turno successivo sia stata decisa dopo i tiri di rigore: in tali casi vengono comunque conteggiati a parte nella tabella il passaggio del turno o l'eliminazione subita; la finale vinta viene considerata nella tabella come una qualificazione, mentre la finale persa viene considerata nella tabella come una eliminazione subita.
Le partite giocate in un girone di qualificazione o eliminatorio vengono considerate soltanto per il loro risultato al fischio finale e non sono conteggiate per la qualificazione o l'eliminazione subita al termine del girone stesso.

### Bilancio incontri in Supercoppa italiana
Nella tabella sottostante sono riportate le statistiche di tutte le squadre affrontate dalla Fiorentina nelle tre partecipazioni alla Supercoppa italiana.
Aggiornato al 28 novembre 2024.
Saldo: : positivo; : neutro; : negativo.
| Squadra | G | VC | PC | SC | VF | PF | SF | VT | PT | ST | GF | GS | Saldo |
| ------- | - | -- | -- | -- | -- | -- | -- | -- | -- | -- | -- | -- | ----- |
| Milan   | 1 | 0  | 0  | 0  | 1  | 0  | 0  | 1  | 0  | 0  | 2  | 1  | Si    |
| Napoli  | 1 | 0  | 0  | 0  | 0  | 0  | 1  | 0  | 0  | 1  | 0  | 3  | No    |
| Roma    | 1 | 0  | 0  | 0  | 0  | 0  | 1  | 0  | 0  | 1  | 0  | 3  | No    |

## Record

Pedro Petrone, primo capocannoniere in maglia viola della serie A

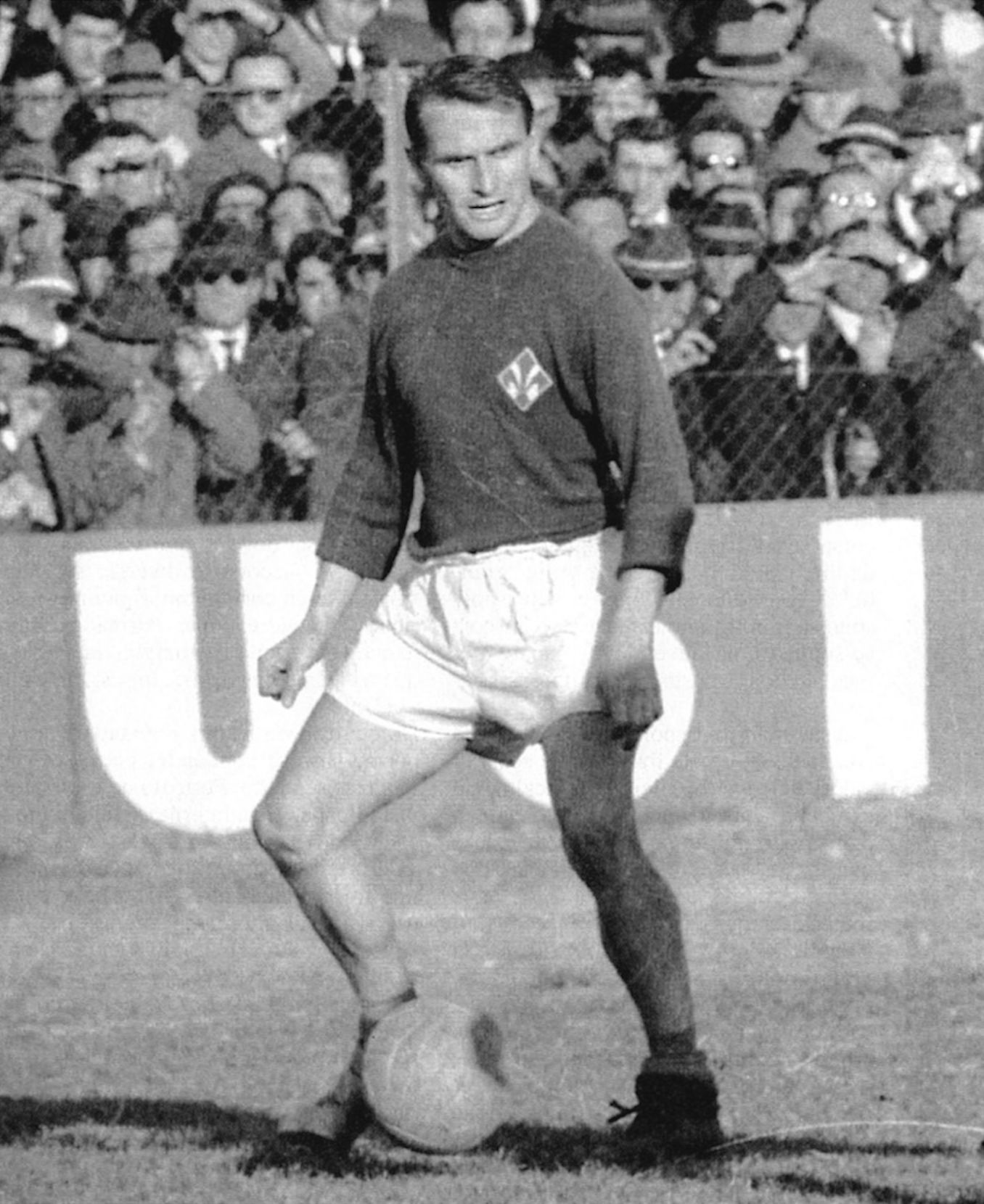
Kurt Hamrin, miglior marcatore viola in partite ufficiali e capocannoniere della Coppa delle Coppe 1960-1961, della Coppa Italia 1963-1964 e 1965-1966 e della Coppa Mitropa 1962 e 1966-1967

### Campionati di serie A
- La Fiorentina ha chiuso per 2 volte il campionato di serie A con il migliore attacco e sempre per 2 volte ha chiuso il campionato di serie A con il peggiore attacco.
- La Fiorentina ha visto per 5 volte un suo giocatore vincere la classifica dei cannonieri di serie A: Pedro Petrone nel 1931-1932, Aurelio Milani nel 1961-1962, Alberto Orlando nel 1964-1965, Gabriel Omar Batistuta nel 1994-1995 e Luca Toni nel 2005-2006.
- La Fiorentina ha chiuso per 8 volte il campionato di serie A con la migliore difesa, mentre per 3 volte ha chiuso il campionato di serie A con la peggior difesa.
- La Fiorentina detiene il record assoluto di quattro secondi posti consecutivi conquistati nel campionato di serie A tra il 1956-1957 e il 1959-1960.
- La Fiorentina 1947-1948 detiene, assieme all'Inter della stessa stagione, il record assoluto del minor numero di partite pareggiate (5) nei campionati di serie A a 21 squadre.
- La Fiorentina 1955-1956 detiene il record assoluto del maggior numero di punti di vantaggio sulla seconda classificata (+12) nei campionati di serie A a 18 squadre, ottenuto peraltro quando la vittoria di una partita assegnava 2 punti in classifica.
- La Fiorentina 1958-1959 con 95 goal all'attivo detiene il record assoluto del maggior numero di reti segnate nei campionati di serie A a 18 squadre.
- La Fiorentina 1958-1959 con una differenza reti di +60 detiene il record assoluto (assieme alla Juventus 1932-1933) della migliore differenza reti nei campionati di serie A a 18 squadre.
- La Fiorentina detiene il record assoluto in serie A per il maggior numero di reti segnate in una partita in trasferta da un suo giocatore: tale record appartiene allo svedese Kurt Hamrin che il 2 febbraio 1964 alla diciannovesima giornata del campionato 1963-1964 ha segnato 5 reti in Atalanta-Fiorentina 1-7.
- La Fiorentina 1968-1969, assieme al Perugia 1978-1979 e al Milan 1987-1988, detiene il record assoluto di 0 sconfitte esterne nei campionati di serie A a 16 squadre.
- La Fiorentina 2005-2006 è stata la prima squadra italiana ad aver visto un suo calciatore vincere la Scarpa d'Oro grazie al suo capocannoniere Luca Toni; tale traguardo è stato poi raggiunto nella stagione successiva anche dalla Roma grazie a Francesco Totti e nel 2019-2020 dalla Lazio con Ciro Immobile.
- La Fiorentina ha centrato il traguardo delle mille vittorie in serie A il 13 aprile 2014 (prima vittoria il 27 settembre 1931).

### Coppa Italia
- La Fiorentina 1995-1996, insieme al Napoli 1986-1987 e all'Inter 2009-2010, è stata l'unica squadra ad aver conquistato la Coppa Italia vincendo tutte le partite disputate.
- La Fiorentina ha visto per 9 volte un proprio giocatore vincere la classifica cannonieri di Coppa Italia: Gianfranco Petris nel 1959-1960 e nel 1960-1961, Luigi Milan nel 1960-1961, Kurt Hamrin nel 1963-1964 e nel 1965-1966, Juan Seminario nel 1963-1964, Gabriel Omar Batistuta nel 1995-1996, Adrian Mutu nel 2009-2010 e Mario Gómez nel 2014-2015.

### Supercoppa italiana
- La Fiorentina nel 1996 è stata la prima squadra ad aver conquistato il trofeo della Supercoppa italiana senza aver vinto il precedente campionato di serie A. Successivamente, l'impresa della Fiorentina è stata eguagliata dalla Lazio nel 1998, nel 2009 e nel 2019, dal Parma nel 1999, dall'Inter nel 2005, dalla Roma nel 2007, dal Napoli nel 2014 e dal Milan nel 2016.

### Coppe europee
- La Fiorentina nel 1956-1957 è stata la prima squadra italiana ad aver disputato la finale della Coppa dei Campioni e, più in generale, di una competizione europea patrocinata dall'UEFA.
- La Fiorentina nella stagione 1960-1961 è stata la prima squadra italiana ad aver vinto una competizione europea riconosciuta dall'UEFA, avendo conquistato la corrispondente edizione, tra l'altro la prima, della Coppa delle Coppe.
- La Fiorentina è stata la prima squadra italiana a disputare due finali europee consecutive, entrambe in Coppa delle Coppe, nelle edizioni 1960-1961 e 1961-1962.
- La Fiorentina è una delle 15 squadre europee e una delle 2 italiane, assieme alla Juventus, ad aver disputato le finali delle tre storiche competizioni UEFA per club – Coppa dei Campioni/UEFA Champions League, Coppa delle Coppe e Coppa UEFA/Europa League – oltreché uno dei 5 club, assieme all'Amburgo, l'Arsenal, il Liverpool e l'Ajax, ad averle perse almeno una volta (Coppa dei Campioni 1956-1957 contro il Real Madrid, di Coppa delle Coppe 1961-1962 contro l'Atlético Madrid e di Coppa UEFA 1989-1990 contro la già citata Juventus).[69]
- La Fiorentina ha visto per una volta un suo giocatore vincere la classifica cannonieri in Coppa delle Coppe: Kurt Hamrin nell'edizione 1960-1961.
- La Fiorentina ha visto per una volta un suo giocatore vincere la classifica cannonieri in Coppa Mitropa: Luciano Chiarugi nell'edizione 1971-1972.
- La Fiorentina, qualificandosi per la finale della UEFA Conference League 2022-2023, è diventata la prima squadra a raggiungere la finale di tutte e quattro le principali competizioni UEFA a eliminazione diretta, esistenti o soppresse.[70]

### Double continentali

La Fiorentina vincitrice della Coppa Italia 1960-1961, che conquistò il double continentale 15 giorni dopo la vittoria della Coppa delle Coppe

- La Fiorentina 1960-1961 è stata la prima squadra italiana e europea ad aver conquistato un double continentale con la vittoria della Coppa Italia e della Coppa delle Coppe (poi eguagliata dal Milan 1972-1973), risultando anche la prima squadra italiana ad aver conquistato una "doppietta" continentale con vittoria della coppa nazionale e della coppa europea disputata nella stessa stagione calcistica. In seguito, oltre al Milan 1972-1973, soltanto la Juventus nel 1989-1990, il Parma nel 1998-1999, lo stesso Milan nel 2002-2003 e l'Inter nel 2009-2010 sono riuscite a conquistare nello stesso anno la Coppa Italia e la coppa europea disputata.
- La Fiorentina 1965-1966 ha conquistato un double continentale di rango minore, vincendo la Coppa Italia e la Coppa Mitropa (coppa europea non patrocinata dall'UEFA): anche in questo caso la Fiorentina è stata l'unica squadra italiana ad aver vinto nello stesso anno la Coppa Italia e la Coppa Mitropa.

### Double nazionale Primavera
- La Fiorentina 1979-1980 allenata da Claudio Olinto de Carvalho detto Nené ha conquistato il double nazionale Primavera, vincendo il Campionato Primavera e la Coppa Italia Primavera. Oltre alla Fiorentina, soltanto la Roma nel 1973-1974, il Torino nel 1987-1988 e la Sampdoria nel 2007-2008 hanno conquistato il double nazionale Primavera con vittoria di campionato e coppa nella stessa stagione.

## Statistiche individuali

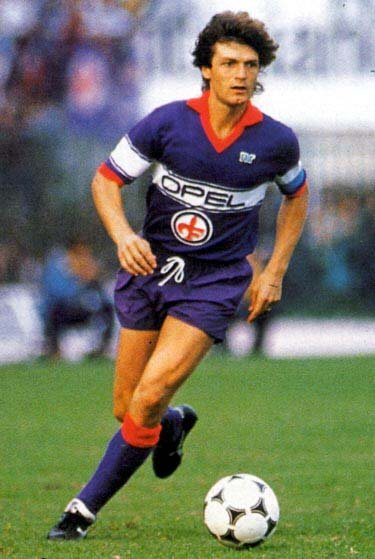
Giancarlo Antognoni, calciatore viola con più presenze in partite ufficiali.

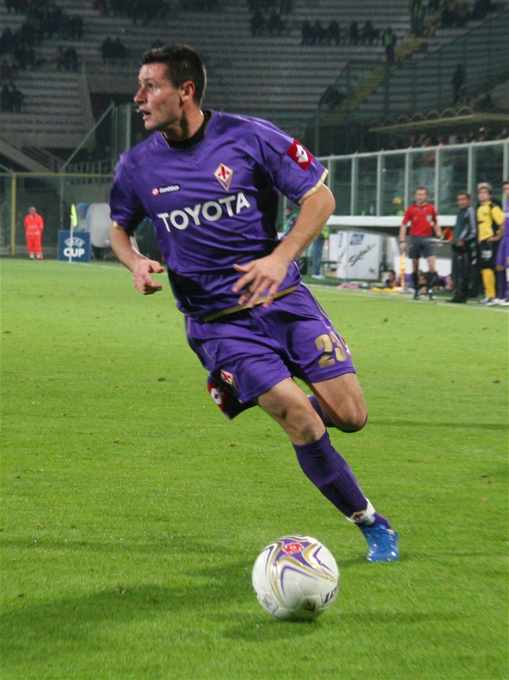
Manuel Pasqual, al quarto posto tra i giocatori della Fiorentina di tutti i tempi per presenze in serie A.

Gabriel Omar Batistuta, miglior marcatore dei gigliati in Serie A.

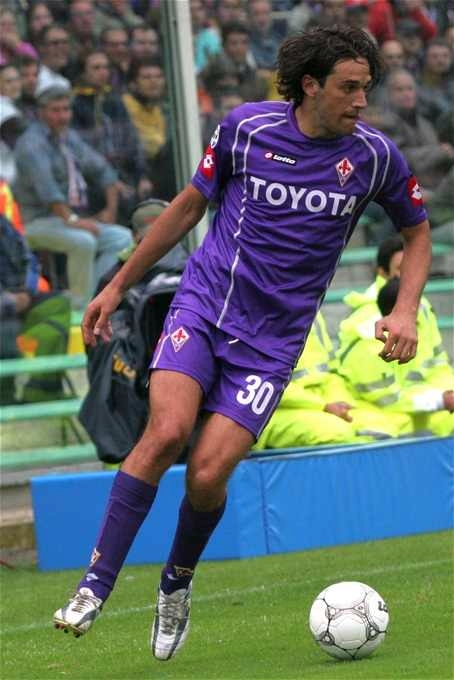
Luca Toni, vincitore in maglia viola della Scarpa d'oro 2006.

### Maggiori presenze in partite ufficiali
Nella tabella sottostante sono indicati i calciatori della Fiorentina che hanno fatto registrare il maggior numero di presenze in partite ufficiali.
| Calciatori          | Presenze in partite ufficiali |
| ------------------- | ----------------------------- |
| Giancarlo Antognoni | 429                           |
| Giuseppe Brizi      | 389                           |
| Claudio Merlo       | 367                           |
| Kurt Hamrin         | 362                           |
| Giuseppe Chiappella | 357                           |

### Maggiori presenze in Serie A
Nella tabella sottostante sono indicati i calciatori della Fiorentina che hanno fatto registrare il maggior numero di presenze in Serie A.
| Calciatori          | Presenze in Serie A |
| ------------------- | ------------------- |
| Giancarlo Antognoni | 341                 |
| Giuseppe Chiappella | 329                 |
| Sergio Cervato      | 316                 |
| Manuel Pasqual      | 302                 |
| Kurt Hamrin         | 289                 |

### Migliori marcatori in partite ufficiali
Nella tabella sottostante sono indicati i calciatori della Fiorentina che hanno segnato il maggior numero di reti complessive in partite ufficiali.
| Cannonieri             | Reti segnate in partite ufficiali |
| ---------------------- | --------------------------------- |
| Kurt Hamrin            | 208                               |
| Gabriel Omar Batistuta | 207                               |
| Miguel Angel Montuori  | 84                                |
| Giancarlo Antognoni    | 72                                |
| Adrian Mutu            | 69                                |

### Migliori marcatori in Serie A
Nella tabella sottostante sono indicati i calciatori della Fiorentina che hanno segnato il maggior numero di reti complessive in Serie A.
| Cannonieri             | Reti segnate in Serie A |
| ---------------------- | ----------------------- |
| Gabriel Omar Batistuta | 152                     |
| Kurt Hamrin            | 151                     |
| Miguel Angel Montuori  | 72                      |
| Alberto Galassi        | 63                      |
| Giancarlo Antognoni    | 61                      |

### Migliori sequenze di inviolabilità consecutiva dei portieri
Nella tabella sottostante sono indicati i portieri della Fiorentina che hanno fatto registrare le più lunghe sequenze di inviolabilità consecutiva in Serie A. Il record assoluto, registrato a cavallo di due campionati, è attualmente detenuto da Giovanni Galli che ha mantenuto la porta inviolata per 641 minuti consecutivi, mentre il record assoluto in un singolo campionato è di Enrico Albertosi con 529 minuti consecutivi di inviolabilità.
| Portieri         | Minuti consecutivi di inviolabilità | Stagione |
| ---------------- | ----------------------------------- | --- |
| Giovanni Galli   | 641                                 | Tra il 41º minuto della 28ª giornata della serie A 1983-1984 e il 52º minuto della 5ª giornata della serie A 1984-1985. |
| Enrico Albertosi | 529                                 | Tra il 70º minuto della 27ª giornata e il 59º minuto della 33ª giornata della serie A 1965-1966.                        |
| Norberto Neto    | 500                                 | Tra il 67º minuto della 15ª giornata e il 27º minuto della 21ª giornata della serie A 2013-2014.                        |
| Franco Superchi  | 488                                 | Tra il 73º minuto della 14ª giornata e il 21º minuto della 20ª giornata della serie A 1971-1972.                        |
| Giovanni Galli   | 474                                 | Tra l'87º minuto della 22ª giornata e il 21º minuto della 28ª giornata della serie A 1981-1982.                         |